# アレックス・バルドリーニ
アレックス・バルドリーニ ( Alex Baldolini, 1985年1月24日 - ) は、イタリア・チェゼーナ出身、ペーザロ在住のオートバイレーサー。現在ロードレース世界選手権Moto2クラスに参戦中。またレーサー業と並行して、高校卒業後はウルビーノ大学でコミュニケーション科学を学んだ。

## 経歴

### キャリア初期
1993年、8歳のときからポケバイレースを始める。1999年からはイタリアロードレース選手権(CIV)125ccクラスに参戦を開始し、2000年にはシリーズランキング4位に入った。また同年にはワイルドカード枠で地元イタリアGPに出場し、ロードレース世界選手権にデビューを果たした。翌2001年にはヨーロッパ選手権でシリーズ3位、CIVでシリーズ8位を記録した。

### ロードレース世界選手権

#### 125ccクラス
2002年、バルドリーニはUGT3000アブルッツォ・チームからロードレース世界選手権125ccクラスにフル参戦デビューを果たした。開幕戦日本GPで14位に入ったのが唯一のポイント獲得となり、シリーズランキング34位に終わった。

#### 250ccクラス
2003年シーズンは250ccクラスにステップアップし、マッテオーニ・レーシングチームからカスタマー仕様のアプリリアを駆って参戦した。ドイツGP、マレーシアGPと2度10位に入ったのがベストリザルトとなり、シリーズランキング17位と成績は改善した。2004年も同チームに残留し、最終戦バレンシアGPでの10位が最高位でシリーズ18位となった。ちなみに前年のバルドリーニのゼッケンは"26"だったが、この年以降は26番をダニエル・ペドロサに譲り、自らは"25"を使用している。
2005年はカンペテーラ・レーシングに移籍し、関口太郎のチームメイトを務めた。カタルーニャGPで10位に入ったのがベストとなり、またもシリーズ18位となった。
2006年シーズンはマッテオーニ・チームに戻り、第3戦トルコGPで自己ベストを更新する8位に入賞した。その後第11戦チェコGPで上腕骨を骨折し2戦欠場を強いられたものの、シリーズ16位と成績を若干向上させた。
2007年にはキーファー・レーシングチームに移籍しデューク・ヘイドルフのチームメイトを務めたが、目立った成績は残せずにシリーズ22位に沈んだ。2008年は再びマッテオーニ・チームに戻り、2戦で11位に入賞したのがベストリザルトでシリーズ17位となった。

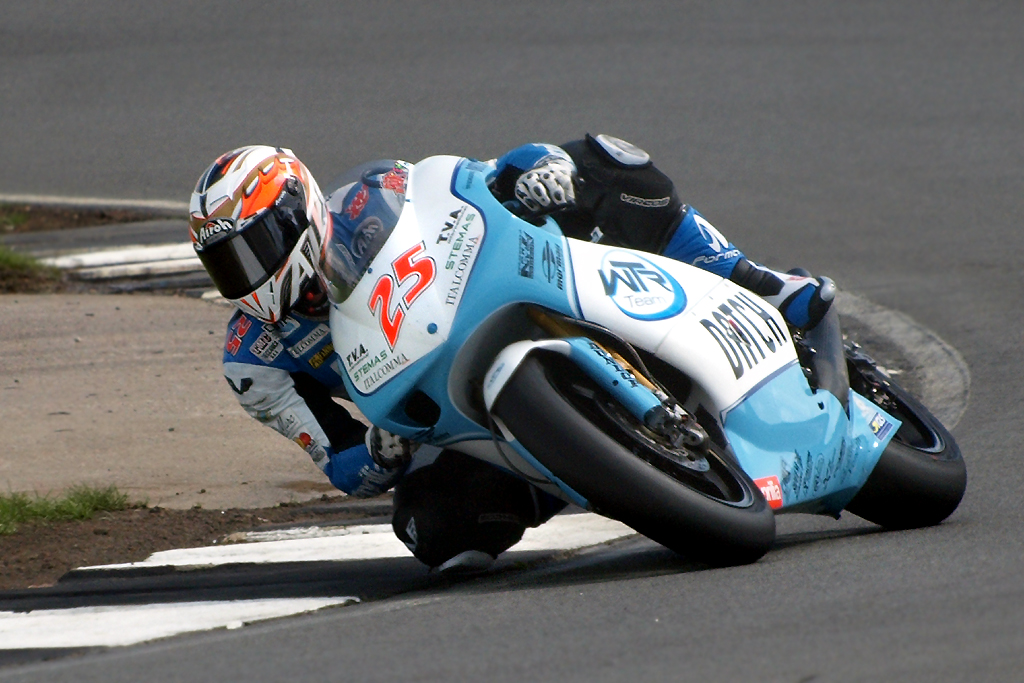
2009年 イギリスGP

250ccクラス最後の年となった2009年シーズンはWTRサンマリノチームに移籍。ウェットレースになった第10戦イギリスGPでは自身初のファステストラップを記録した。最終戦バレンシアGPで自己ベストタイの8位に入り、これまでで最多となる41ポイントを獲得しシリーズ16位を記録した。

#### Moto2クラス
2010年、バルドリーニは250ccクラス後継のMoto2クラスに、カレッタ・レーシングチームから参戦した。同チームの運営母体はかつて所属したことのあるカンペテーラ・レーシングである。シャシーは、40台超が参戦する同クラスにおいて唯一となるI.C.P.（インドゥストリア・コストゥルツィオーネ・ピエモンテ = ピエモンテ工業製作所）製を使用した。第17戦ポルトガルGPではステファン・ブラドルと激しいトップ争いを展開した結果、グランプリ参戦143戦目にして初表彰台(2位)に立った。この年のシリーズランキングは19位となった。
2011年シーズンはフォワード・レーシングに移籍し、Moto2クラスに継続参戦する。

## ロードレース世界選手権 戦績
| シーズン | クラス | バイク     | 出走 | 優勝 | 表彰台 | PP | FL | ポイント | シリーズ順位 |
| -------- | ------ | ---------- | ---- | ---- | ------ | -- | -- | -------- | ------------ |
| 2000年   | 125cc  | ホンダ     | 1    | 0    | 0      | 0  | 0  | 0        | -            |
| 2002年   | 125cc  | アプリリア | 15   | 0    | 0      | 0  | 0  | 2        | 34位         |
| 2003年   | 250cc  | アプリリア | 16   | 0    | 0      | 0  | 0  | 30       | 17位         |
| 2004年   | 250cc  | アプリリア | 16   | 0    | 0      | 0  | 0  | 30       | 18位         |
| 2005年   | 250cc  | アプリリア | 16   | 0    | 0      | 0  | 0  | 25       | 18位         |
| 2006年   | 250cc  | アプリリア | 14   | 0    | 0      | 0  | 0  | 26       | 16位         |
| 2007年   | 250cc  | アプリリア | 17   | 0    | 0      | 0  | 0  | 18       | 22位         |
| 2008年   | 250cc  | アプリリア | 16   | 0    | 0      | 0  | 0  | 35       | 17位         |
| 2009年   | 250cc  | アプリリア | 16   | 0    | 0      | 0  | 1  | 41       | 16位         |
| 2010年   | Moto2  | ICP        | 17   | 0    | 1      | 0  | 0  | 38       | 19位         |
| 合計     |        |            | 144  | 0    | 1      | 0  | 1  | 245      |              |